# Christon Tembo
Lt. Gen. Christon Tembo (24 de mayo de 1944 – 6 de marzo de 2009) fue vicepresidente y comandante del ejército en Zambia. Fue ministro de asuntos exteriores de 1995 a 1996 y luego vicepresidente de 1997 hasta el 2001. Fue candidato presidencial en las elecciones generales del 2001 y quedó posicionado en el tercer lugar, con cerca del 13% de los votos.
En 1989, él y otras personas fueron acusadas de tramar el derrocamiento del entonces presidente Kenneth Kaunda, el cual fueron juzgados como un acto de traición, digna de la pena de muerte. Fue defendido en el juicio de forma exitosa por el abogado Levy Mwanawasa, quién será elegido presidente en 2002.
Se retire de servicio militar en 1990 y se unió al Movimiento por una Democracia Multipartidaria como vicepresidente del partido bajo el mando de Frederick Chiluba, quién asume como presidente en 1991. Rompió relaciones con Chiluba, tras el intento de obtener un tercer periodo en el cargo en 2001, y después formó el Foro para la Democracia y el Desarrollo (FDD) como partido separatista, el cual lideró hasta su muerte.
Falleció el 6 de marzo de 2009 en Lusaka.